# Radio Volga
Radio Volga (in russo Радиостанция «Волга»?, Radiostancija Volga; in tedesco Radio Wolga) è stata una stazione radio per soldati dell'Armata sovietica schierati nella Repubblica Democratica Tedesca e nella vicina Cecoslovacchia. I suoi programmi venivano trasmessi principalmente in russo.

## Trasmettitori
La sede di Radio Volga si trovava a Potsdam e trasmetteva dalla stazione radio di Königs Wusterhausen verso Berlino, così come dal trasmettitore AM di Burg verso Magdeburgo.
Dal 1967 al 1976, Radio Volga utilizzò la torre SL-3, alta 350 metri e situata a 2,2 chilometri dal trasmettitore principale. Dopo il crollo dell'antenna nel 1976, fu utilizzato invece uno dei due pilastri tubolari d'acciaio da 210 metri installati nello stesso posto. Il ricetrasmettitore trasmetteva inizialmente in onde lunghe a 283 kHz.

## Programmi
I programmi di Radio Volga erano diretti principalmente verso i militari del gruppo di forze sovietiche in Germania, in modo tale da mantenere un collegamento culturale tra i soldati e la madrepatria. L'emittente serviva inoltre come strumento per evitare l'influenza da parte delle radio occidentali ricevibili nella RDT. Volga trasmetteva le notizie fornite dalle agenzie di stampa sovietiche e anche i programmi in tedesco proposti da Radio Mosca.
Con la Die Wende, Radio Volga iniziò a rivolgere i propri programmi al pubblico della Germania illustrando la vita dei soldati sovietici rimasti sul territorio tedesco.

## Chiusura
In seguito al graduale ritiro delle truppe sovietiche dalla Germania, Radio Volga cessò le trasmissioni il 31 luglio del 1994, e la stazione tedesca d'informazione Radioropa Info ottenne le sue frequenza. Quest'ultima trasmise dalla fine del 1994 fino al 2000, prima da Daun e poi da Lipsia.